# Niklas von Salm

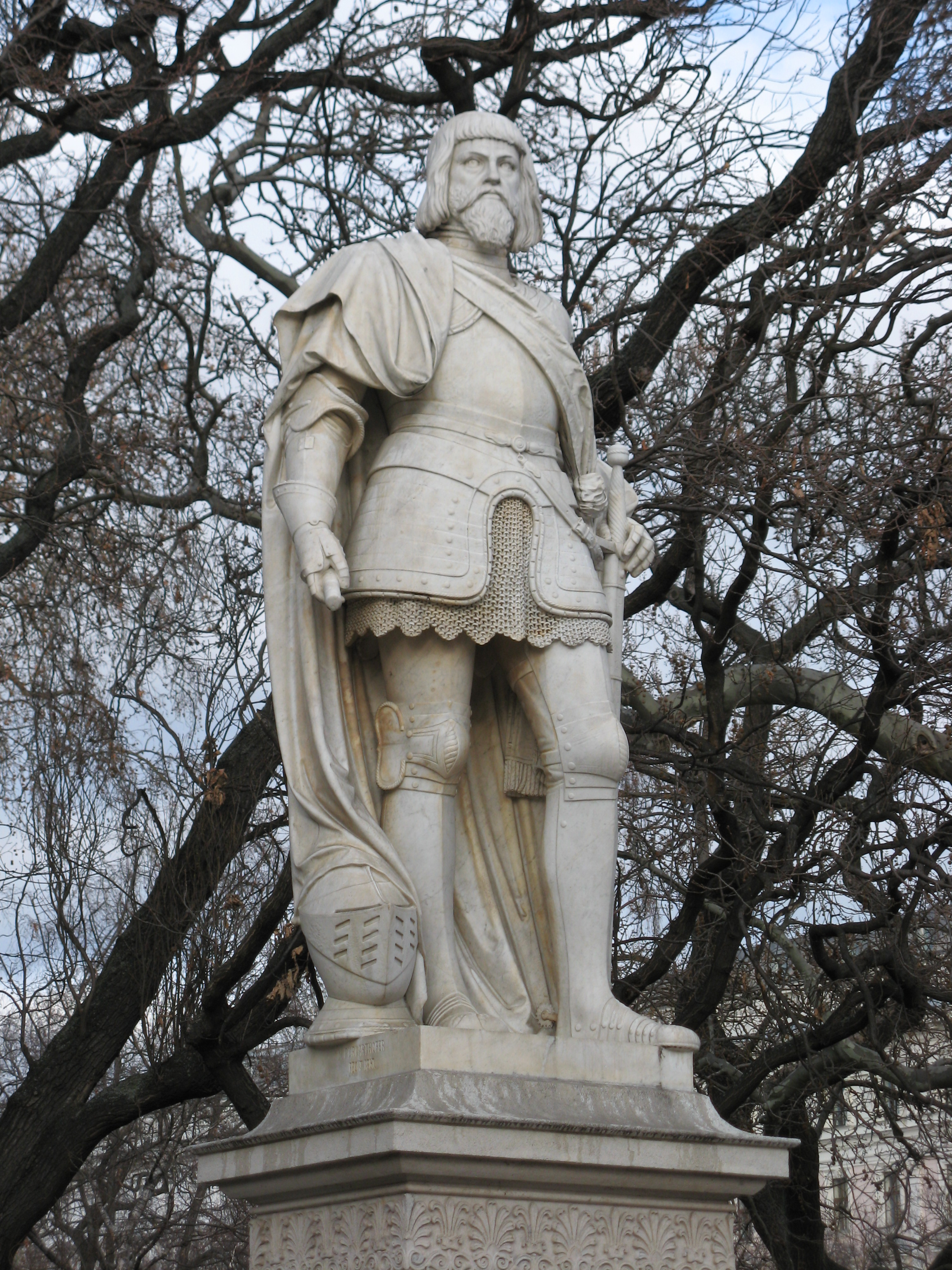
Statue am Wiener Rathausplatz (Bildhauer: Mathias Purkartshofer), 1867

Wappen der von Niklas Graf von Salm begründeten Linie Salm-Neuburg

Niklas Graf von Salm (genealogisch Nikolaus II. zu Salm); als regierender Graf von Neuburg auch Nikolaus I. von Salm-Neuburg, mitunter auch als Niklas Graf Salm der Ältere bezeichnet (* 1459 in Niedersalm in den Ardennen, Belgien; † 4. Mai 1530 auf dem Gut Salmhof, Gemeinde Marchegg, Niederösterreich), war ein Feldherr der Renaissance. Sein wichtigster Erfolg war die Verteidigung der kaiserlichen Hauptstadt Wien gegen die türkische Belagerung von 1529.

## Leben

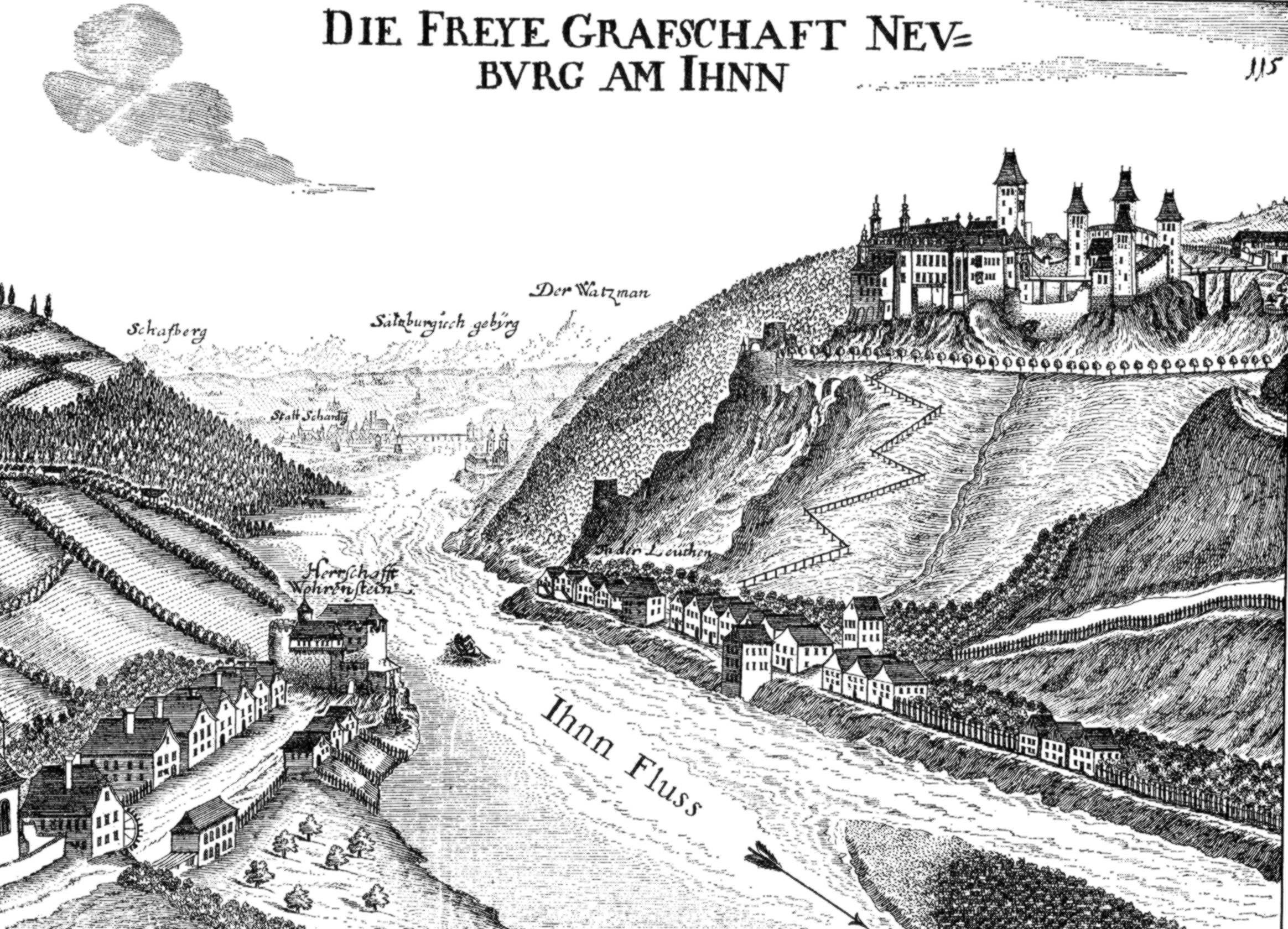
Grafschaft Neuburg mit den Burgen Neuburg und Wernstein (Vischer, 1674)

Niklas von Salm stammte aus der Luxemburger Linie des Hauses Salm und war der jüngere Sohn des Johann IV. Graf zu Salm, Baron von Viviers (1431–1485) und dessen Gemahlin Margarete von Sierck (1437–1520).
Als 17-Jähriger nahm Niklas Graf Salm 1476 an der Schlacht bei Murten gegen Karl den Kühnen von Burgund teil. 1488 war er an den Kämpfen in Flandern beteiligt und wurde drei Jahre später zum obersten kaiserlichen Feldhauptmann ernannt.
Im Jahre 1509 kämpfte er unter Georg von Frundsberg in Italien. Es gelang ihm die Eroberung von Istrien. In der Schlacht bei Pavia 1525 war Niklas Graf Salm an der Gefangennahme von König Franz I. von Frankreich beteiligt, schlug ein Jahr später, 1526, im Bauernkrieg in Tirol den Aufstand der Bauern nieder und eroberte dabei Schladming.
Er war einer der Befehlshaber zu Beginn des Ersten österreichischen Türkenkrieges. 1529 organisierte er bei der ersten Wiener Türkenbelagerung die erfolgreiche Verteidigung der Stadt, wofür er im gleichen Jahr mit der reichsunmittelbaren Grafschaft Neuburg belehnt wurde. Die Folgen einer bei der Verteidigung der Stadt erlittenen Verletzung durch einen herabfallenden Stein, aber auch die Strapazen, die er während seiner langen Soldatenlaufbahn durchgemacht hatte, führten schließlich 1530 zu seinem Tod.
Verheiratet war Niklas Graf Salm mit Elisabeth von Rogendorf, mit der er vier Söhne und vier Töchter hatte. Seine Nachkommen bildeten bis zu ihrem Erlöschen der Familie im Mannesstamm 1784 die Seitenlinie Salm-Neuburg des Hauses Salm. Sein älterer überlebender Sohn, Nikolaus III. (1503–1550), folgte ihm als Graf von Salm und Inhaber von Neuburg nach, sein jüngerer überlebender Sohn, Wolfgang, wurde Fürstbischof von Passau. Seine Urgroßnichte Christine von Salm wurde Ahnherrin des Kaiserhauses Habsburg-Lothringen.
Sein Großneffe, Graf Anton von Salm, rettete als letzter Abt von Kloster Hornbach die Reliquien des Heiligen Pirminius vor dem Zugriff des der Reformation anhängenden Landesherrn und wirkte 1556/57 als Präsident des Reichskammergerichts zu Speyer.

## Ehrungen und Rezeption

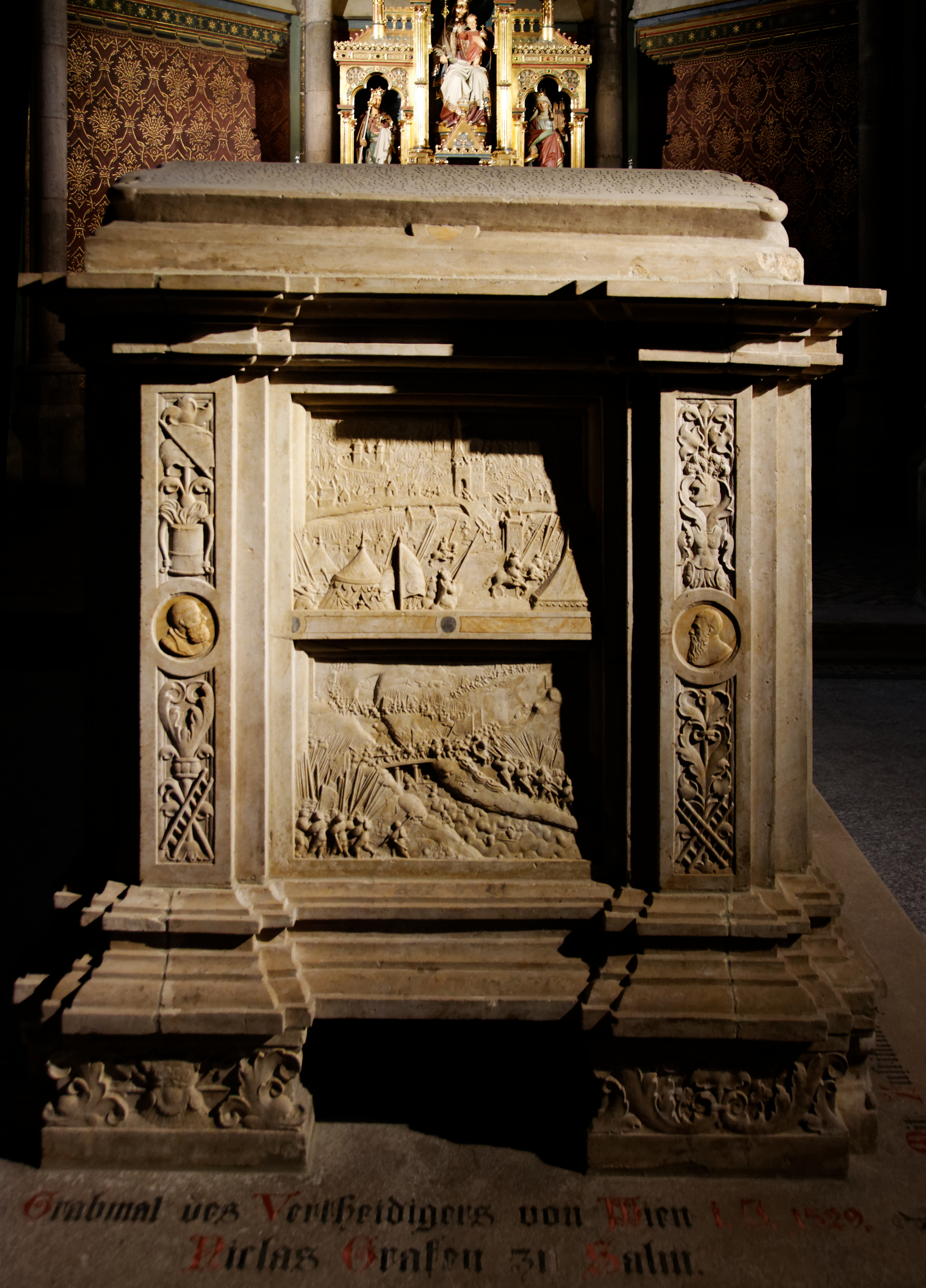
Grabmal des Grafen Salm in der Votivkirche Wien

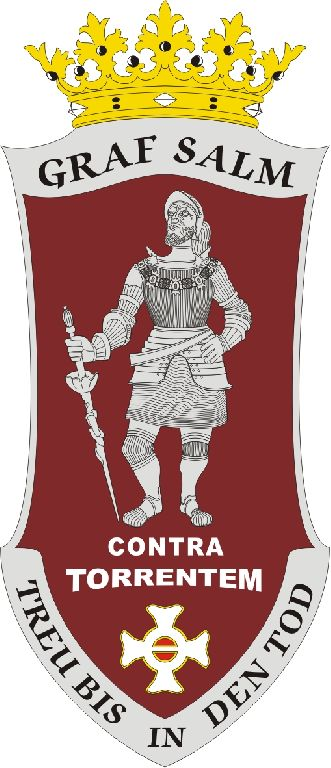
Jahrgangsabzeichen „Graf Salm“ der Theresianischen Militärakademie in Wiener Neustadt

Durch die kaiserliche Entschließung von Franz Joseph I. vom 28. Februar 1863 wurde Niklas Graf Salm in die Liste der „berühmtesten, zur immerwährenden Nacheiferung würdiger Kriegsfürsten und Feldherren Österreichs“ aufgenommen, zu deren Ehren und Andenken auch lebensgroße Statuen in der Feldherrenhalle des damals neu errichteten k.k. Hofwaffenmuseums (heute: Heeresgeschichtliches Museum Wien) errichtet wurden. Die Statue für Graf Salm wurde 1871 vom Bildhauer Franz Erler (1829–1911) aus Carrara-Marmor geschaffen, gewidmet wurde sie von Altgraf Salm-Reifferscheid.
Sein Grabmal, vom Bildhauer Loy Hering geschaffen, befindet sich als Leihgabe der Fürsten und Altgrafen zu Salm-Reifferscheidt in der Wiener Votivkirche. Es stand ursprünglich in der Dorotheerkirche und von 1790 bis 1879 auf der Pappelinsel des Mühlteiches in Raitz.
Im Jahr 1862 wurde in Wien-Landstraße (3. Bezirk) die Salmgasse nach ihm benannt.
Salm ist eine der zentralen Figuren in Wolfgang Hohlbeins Roman Die Wiederkehr.
Zum Gedenken wählte der Ausmusterungsjahrgang 2006 der Theresianischen Militärakademie in Wiener Neustadt den Namen „Jahrgang Graf Salm“.